# Красин (Беларусь)
Красин (бел. Красін) — посёлок в Коммунаровском сельсовете Буда-Кошелёвского района Гомельской области Белоруссии.

## География

### Расположение
В 22 км на юго-восток от Буда-Кошелёво, 1 км от железнодорожной станции Уза (на линии Жлобин — Гомель), 27 км от Гомеля.

## Транспортная сеть
Транспортные связи по просёлочной дороге, затем по шоссе Довск — Гомель. Планировка состоит из короткой прямолинейной улицы, ориентированной с юго-востока на северо-запад. Застройка двусторонняя, деревянными домами усадебного типа.

## История
Основан в начале 1920-х годов переселенцами с соседних деревень на бывших помещичьих землях. В 1929 году жители посёлка вступили в колхоз. Во время Великой Отечественной войны оккупанты сожгли 9 дворов, 9 жителей деревни погибли на фронте. В 1959 году в составе межхозяйственного объединения «Особино» (центр — деревня Особино).

## Население

### Численность
- 2004 год — 26 хозяйств, 45 жителей.

### Динамика
- 1940 год — 33 двора, 168 жителей.
- 1959 год — 166 жителей (согласно переписи).
- 2004 год — 26 хозяйств, 45 жителей.